# Міллсеп (Техас)
Міллсеп (англ. Millsap) — місто (англ. town) в США, в окрузі Паркер штату Техас. Населення — 370 осіб (2020).

## Географія
Міллсеп розташований за координатами 32°45′0″ пн. ш. 98°0′41″ зх. д. / 32.75000° пн. ш. 98.01139° зх. д. (32.749910, -98.011469).  За даними Бюро перепису населення США в 2010 році місто мало площу 3,82 км², з яких 3,80 км² — суходіл та 0,02 км² — водойми.

### Клімат
| Клімат : Міллсеп      | Клімат : Міллсеп | Клімат : Міллсеп | Клімат : Міллсеп | Клімат : Міллсеп | Клімат : Міллсеп | Клімат : Міллсеп | Клімат : Міллсеп | Клімат : Міллсеп | Клімат : Міллсеп | Клімат : Міллсеп | Клімат : Міллсеп | Клімат : Міллсеп | Клімат : Міллсеп |
| Показник              | Січ.             | Лют.             | Бер.             | Квіт.            | Трав.            | Черв.            | Лип.             | Серп.            | Вер.             | Жовт.            | Лист.            | Груд.            | Рік              |
| Середній максимум, °C | 13,9             | 16,7             | 20,6             | 25,6             | 29,4             | 33,3             | 36,1             | 35,6             | 31,7             | 26,1             | 20,0             | 15,0             | 25,6             |
| Середній мінімум, °C  | 0,0              | 2,8              | 6,7              | 11,7             | 16,7             | 20,6             | 22,2             | 22,2             | 18,3             | 12,2             | 6,1              | 1,7              | 11,7             |
| Норма опадів, мм      | 43               | 48               | 64               | 79               | 104              | 81               | 61               | 53               | 74               | 79               | 48               | 38               | 772              |
| --------------------- | ---------------- | ---------------- | ---------------- | ---------------- | ---------------- | ---------------- | ---------------- | ---------------- | ---------------- | ---------------- | ---------------- | ---------------- | ---------------- |
| Джерело: Weatherbase  |                  |                  |                  |                  |                  |                  |                  |                  |                  |                  |                  |                  |                  |

## Демографія
Згідно з переписом 2010 року, у місті мешкали 403 особи в 147 домогосподарствах у складі 114 родин. Густота населення становила 106 осіб/км².  Було 167 помешкань (44/км²).
Расовий склад населення:
| - 87,3 % — білих - 0,5 % — корінних американців - 0,5 % — азіатів - 0,2 % — чорних або афроамериканців - 9,7 % — осіб інших рас |

До двох чи більше рас належало 1,7 %. Частка іспаномовних становила 17,6 % від усіх жителів.
За віковим діапазоном населення розподілялося таким чином: 25,1 % — особи молодші 18 років, 61,3 % — особи у віці 18—64 років, 13,6 % — особи у віці 65 років та старші. Медіана віку мешканця становила 37,9 року. На 100 осіб жіночої статі у місті припадало 109,9 чоловіків;  на 100 жінок у віці від 18 років та старших — 101,3 чоловіків також старших 18 років.
Середній дохід на одне домашнє господарство  становив 64 741 долар США (медіана — 57 679), а середній дохід на одну сім'ю — 69 693 долари (медіана — 67 500). Медіана доходів становила 41 429 доларів для чоловіків та 27 917 доларів для жінок. За межею бідності перебувало 19,9 % осіб, у тому числі 31,4 % дітей у віці до 18 років та 5,3 % осіб у віці 65 років та старших.
Цивільне працевлаштоване населення становило 197 осіб. Основні галузі зайнятості: освіта, охорона здоров'я та соціальна допомога — 21,8 %, сільське господарство, лісництво, риболовля — 17,3 %, виробництво — 12,7 %, будівництво — 11,7 %.